# Johannes Herrmann (Märtyrer)
Johannes Herrmann (* 1884 im Wolga-Gebiet, Russisches Kaiserreich; † nach 1930 in der Sowjetunion) war ein deutsch-russischer römisch-katholischer Geistlicher und Märtyrer. 

## Leben
Johannes Herrmann stammte aus einer wolgadeutschen Familie im Bistum Tiraspol. Er studierte Theologie am Priesterseminar Saratow und wurde 1910 zum Priester geweiht. Die Stationen seines seelsorglichen Wirkens waren Schuck/Grjasnowatka (bis 1916) und Zug/Gattung/Marinskoje (dort ab 1928 als Kurat). 1930 wurde er verhaftet. Seitdem ist er verschollen.

## Gedenken
Die Römisch-katholische Kirche in Deutschland nahm Pfarrer Johannes Herrmann als Märtyrer in das deutsche Martyrologium des 20. Jahrhunderts auf.